# سيردار بالي
سيردار بالي (بالتركية: Serdar Bali)‏ هو لاعب كرة قدم تركي في مركز الوسط، ولد في 21 يوليو 1956 في إسطنبول في تركيا. شارك مع منتخب تركيا تحت 21 سنة لكرة القدم ومنتخب تركيا لكرة القدم. أما مع النوادي، فقد لعب مع دنيزلي سبور وطرابزون سبور ونادي بشكتاش.

## وصلات خارجية
- سيردار بالي على موقع اتحاد تركيا (لاعب) (الإنجليزية)
- سيردار بالي على موقع قاعدة بيانات كرة القدم.إي يو (الإنجليزية)
- سيردار بالي على موقع ناشيونال فوتبول تيمز (الإنجليزية)
- سيردار بالي على موقع عالم كرة القدم.نت (الإنجليزية)